# Мики Адамс
Мајкл Ричард Адамс (енгл. Michael Richard Adams; Шефилд, 8. новембар 1961) бивши је енглески професионални фудбалер и фудбалски тренер. Током играчке каријере наступао је на позицији бека и одиграо је укупно 438 лигашких наступа у деветнаестогодишњој професионалној каријери у Енглеској, укључујући пет година са Саутемптоном. Започео је своју тренерску каријеру као играч-тренер Фулама 1996. Потом је водио неколико тимова на различитим нивоима са варирајућим успехом. Два пута је проглашен за тренера сезоне, више пута је отпуштен али је исто тако довео своје тимове до четири промоције у виши ранг.
Рођен у Шефилду, Адамс је био део омладинског тима Шефилд јунајтеда од своје дванаесте године до 1977. Професионалац је постао у трећелигашком тиму Гилингхам 1979, где се усталио у првом тиму, пре него што је 1983. прешао у Ковентри Сити који су били у Првој дивизији. Провео је четири године у Ковентрију пре него што је 1987. продат Лидс јунајтеду. Купио га је Саутемптон за 250.000 фунти 1989. У Саутемптону је играо пет година. Био је на позајмици Стоук Ситију током 1994, пре него што је потписао уговор са Фуламом касније те године. Адам је именован за Фуламовог играча-тренера у марту 1996. Извео је клуб из Треће лиге у сезони 1996–97, и именован је за трећелигашког тренера сезоне. Отпуштен је од стране управе Фулама упркос свом успеху, напустио је Свонзи Сити после мање од две недеље на челу, и уместо тога преузео је Брентфорд у новембру 1997. Отпуштен је након што је клуб испао из лиге на крају сезоне. У овом тренутку је завршио своју играчку каријеру.
Придружио се Нотингем Форесту као помоћник тренера, где је био тренер на једној утакмици Премијер лиге као помоћник тренера. Вратио се у управу са Брајтон и Хоув Албионом у априлу 1999. Водио је клуб до титуле треће лиге у сезони 2000–01, освојивши по други пут награду за тренера сезоне. Потом је прешао у Лестер Сити као асистент, да би коначно био именован за тренера клуба у априлу 2002. Одвео је клуб у Премијер лигу као другопласирани у Првој дивизији 2002–03, иако је поднео оставку у октобру 2004, пошто није успео да задржи клуб у врху. Он је преузео дужност у бившем клубу Ковентри Ситију у јануару 2005, али је изгубио посао у јануару 2007. Вратио се у Брајтон у мају 2008, иако је његов други мандат на челу трајао само девет месеци. Именован је за тренера Порт Вејла у јуну 2009, пре него што је отишао у Шефилд јунајтед у децембру 2010. Није успео да спречи испадање Јунајтеда у прву дивизију, па је отпуштен у мају 2011.; ово му је омогућило да се врати у Порт Вејл као тренер. Упркос томе што је започео сезону у финансијским проблемима, довео је Порт Вејл до промоције у прву дивизију у сезони 2012–13. Он је поднео оставку на место тренера Порт Вејла у септембру 2014. и преузео дужност у Транмер Роверсу следећег месеца. Напустио је Транмер и оставио клуб на последњем месту у лиги у априлу 2015. Постављен је за тренера Република Ирска Слајго Роверса на тромесечно раздобље почевши од августа 2015.
Оженио се два пута и има четири ћерке и једног сина. Након што је напустио тренерски посао 2015, основао је сопствени консултантски бизнис у фудбалу.

## Играчка каријера

### Рана каријера
Адамс је рођен у Шефилду, и од дванаесте године био је члан Шефилд јунајтеда  где му је идол из детињства био Тони Кари.  Био је миљеник тренера Џимија Сирела, иако је Адамс пуштен из омладинског погона неколико месеци након што је Хари Хаслам заменио Сирела на месту тренера у септембру 1977.

### Гилингхам
Тренер омладинског тима Шефилд Јунајтеда Џон Шорт такође је напустио клуб и постао тренер у Гилингхаму, тако да је Адамс затим отпутовао 240 миља од куће да би се придружио Гилингхаму као омладински играч у августу 1978.  Током омладинске каријере одиграо је четири утакмице за омладинску репрезентацију Енглеске, док се такмичио на турниру у Југославији. Наставио је као професионалац за Гилингхам у новембру 1979. Због свог природног темпа, Адамс је започео своју играчку каријеру као лево крило пре него што га је тренер Кит Пикок претворио у левог бека након што је утврђено да му недостаје техничка вештина неопходна да би се борио са противничким дефанзивцима. Играјући у клубу у исто време када и Стив Брус, Адамс је касније навео Била Колинса као човека са великим утицајем на његову каријеру.  У сезони 1982–83. био је део тима године за трећу енглеску лигу.

### Ковентри Сити и Лидс Јунајтед
После 103 наступа за Гилингхам из треће лиге, 1983. прешао је у Ковентри Сити, тим из прве лиге, за хонорар око 85.000 фунти.  Борио се са повредом током свог времена на Хајфилд Роуду и никада није био популаран међу навијачима.  Кит Хаучен се такође присетио да се није слагао са тренером Џоном Силетом и да је био склон да се дури када је изостављен из тима.  Упркос томе, успео је да одигра преко 100 утакмица за Ковентри Сити у периоду од четири године пре него што га је тренер Лидс јунајтеда Били Бремнер одвео у Другу лигу за накнаду од 110.000 фунти. Пред крај своје прве сезоне у Лидсу играо је у полуфиналу ФА купа (пораз од његовог бившег клуба (Ковентри) на Хилсбороу, пошто је Ковентри победио 3–2 после продужетака).  Лидс је 1987. претрпео још један тежак пораз изгубивши финале плеј-офа од Чарлтон Атлетика, поново после продужетака.

### Саутемптон
Његов повратак у прву дивизију дошао је у марту 1989. када је Саутемптон понудио Лидсу 250.000 фунти за Адамса.  Адамс је дебитовао за "Свеце" 25. марта 1989, заузевши место Дерека Стејтама на левом беку у поразу од Арсенала резултатом 3–1. Адамс је задржао своје место у наредних седам утакмица, пре него што је изгубио исто од Џерија Фореста у последњих неколико мечева у сезони.  Адамс је одиграо првих седам мечева у сезони 1989–90. пре него што је изгубио место због повреде од Френсиса Беналија, који је тада почео да сарађује са Џејсоном Додом као дефанзивни дуо. У априлу 1990. Адамс је опозван заједно са новим играче Олексијем Чередником и заједно су одиграли остатак сезоне.
Адамс је почео да се афирмише као леви бек у првом тиму на почетку сезоне 1990–91, са различитим партнерима (прво Чередник, а затим Дод, и на крају Бери Хорн) са десне стране.  Када је превазишао ситне повреде у прве две сезоне у Делу, Адамсова доследност је почела да му обезбеђује позицију левог бека у првом тиму и да та позиције буде мање-више његова, а његови енергични напади дуж бочне линије помагали су да Саутемптом добије додатну искру у тимским нападима.  Његови први голови за Свеце су били у сезони 1991–92. против Евертона, Тотенхем хотспера и Вест Хем јунајтеда. Против Вест Хема 14. априла 1992, постигао је гол волејем са даље стативе у 88. минуту након што је Мет Ле Тисије створио простор за центаршут: гол је описан као „тренутак праве класе у иначе обичној утакмици“.
Током инаугурационе сезоне Премијер лиге, Адамс је пропустио само четири утакмице, уписао је 38 наступа уз четири гола, а његов партнер је сада био Џеф Кена, док је тренер Ијан Бранфут играо са Додом и Беналијем испред поменуте двојице. Избачен је због неслагања 19. августа 1992. против Квинс Парк ренџерса на Лофтус Роуду, током друге утакмице сезоне.  Сезона у Премијер лиги 1993–94. била је Адамсова последња у највећем рангу; почео је сезону као главни избор на позицији левог бека пре него што је изгубио то место од Сајмона Чарлтона. Играо је у 19 од 42 првенствене утакмице те сезоне, коју је Саутемптон завршио на 18. месту и за длаку избегао испадање. Његова последња утакмица за Саутемптон је била пораз од 1-0 код куће од Норич Ситија, одмах након чега је Бранфут смењен са места тренера, да би га заменио Алан Бол.  Адамс никада није играо под Боловим руководством и био је позајмљен Стоук Ситију у марту 1994. до краја сезоне.  Постигао је три гола у десет утакмица за Стоук Сити, али се није придружио клубу за стално пошто је руководство одбило да му дозволи да помогне као тренер у клупској академији. За пет година са Саутемптоном, Адамс је уписао укупно 174 наступа у првом тиму и постигао седам голова.

### Фулам
У јулу 1994. придружио се Фуламу на бесплатном трансферу где се поново ујединио са Ијаном Бранфутом у припремама за сезону 1994–95. Фулам је управо испао у трећу дивизију (најнижи ниво професионалне лиге) по први пут у својој историји. Потписао је са клубом под условом да ће га Бранфут научити тренирању.  Те сезоне су завршили на седмом месту у лиги, али због реструктурирања лиге које је добило једно место мање у напредовању у три ниже дивизије, Фулам је пропустио место у плеј-офу. Када је Бранфут постао главни тренер у марту 1996, Адамс је постављен за играча-тренера Фулама на путу до њиховог најслабијег резултата у историји – 17. у трећој дивизији.

## Тренерска каријера
Пре него што је ушао у тренерске воде, „јоркширац који искрено говори“  је већ показао своју способност да уочи младе таленте. Године 1994. приметио је Вејна Бриџа како игра за Оливерс Батери; препоручио је Бриџа Саутемптону, који га је потом потписао као новајлију у јулу 1996.

### Фулам
Након што је успешно тренирао резервни тим Фулама у Лиги престонице, Адамс је прешао у управу првог тима, преузимајући место од Ијана Бранфута у марту 1996, а лондонски клуб је био на 91. месту у пирамиди лиге.  Након што је помогао клубу да избегне фудбал ван лиге, Фулам је промовисан у другу дивизију као другопласирани на крају сезоне,  а Адамсу је додељена награда тренера сезоне треће дивизије. Направио је своју екипу на бесплатним трансферима и малим хонорарима, убацујући веру и самопоуздање у играче који су му били на располагању, а не трошећи притом велики новац.  Највећи хонорар који је потрошио на играча износио је 200.000 фунти за бившег саиграча из Саутемптона Пола Мудија.

Након што је Мухамед ел Фајед преузео Фулам, Адамс је отпуштен са места тренера у септембру 1997. у корист комбинације вишег профила са Кевином Киганом као директором фудбала и Рејом Вилкинсом као главним тренером. 
"Морам да кажем да је то вероватно била исправна одлука, јер погледајте где су сада. Све што господин ел Фајед има да каже је 'ту је мој досије'. У то време отпуштање мене је била тешка одлука. Директор клуба је рекао Ја сам хтео да будем Алекс Фергусон из Фулама. Потписао сам петогодишњи уговор и четири месеца касније сам добио отказ." —  Адамс је говорио у јулу 2009

### Свонзи - Брентфорд - Нотингем
Убрзо након отпуштања из Фулама, Адамс се брзо вратио тренерском послу у Свонзи Ситију у трећој дивизији, али је отишао након тринаест дана и три меча на челу. Адамс је тврдио да новац који му је обећао да ће ојачати тим није стигао.
На истеку 1997. Адамс је преузео свој трећи посао у сезони 1997–98 када је именован за тренера Брентфорда. Клуб је претрпео пад у форми након што је изгубио у финалу плеј-офа друге дивизије у претходној сезони, и мучио се близу подножја табеле. Потписао је нападача Ендија Скота из Шефилд јунајтеда за хонорар од 75.000 фунти, као и Глена Кокерила као играча/помоћног тренера, Ворена Аспинала и позајмљеног Најџела Глегхорна.  Међутим, повреде су почеле да се повећавају, са Ајахом Андерсоном, Дереком Брајаном и Рикијем Рајном.  Адамс је именован за тренера месеца друге дивизије за месец март након што је тим имао три победе и два ремија. Упркос Адамсовим напорима, Брентфорд је испао у трећу дивизију последњег дана сезоне, а клуб је откупио Рон Ноудс, који се поставио као нови тренер Брентфорда.
Након паузе, Адамс се придружио Нотингем Форесту као помоћник тренера под Дејвом Басетом. Басет је отпуштен у јануару 1999. и тако је Адамс преузео дужност привременог тренера за једну утакмицу Премијер лиге, пре него што је Рон Аткинсон именован за Басетову замену.

### Брајтон & Хоув Албион
Адамс се вратио тренерском послу у априлу 1999. са тимом из треће дивизије Брајтон и Хоув Албион. Клуб је био усред финансијске кризе, због које је одбор продао Голдстон Граунд само да би опстао; на терену клуб се суочио са битком за статус у лиги.  Његова прва пуна сезона на месту тренера била је ствар консолидације пошто је клуб завршио на респектабилном 11. месту, док је Адамс потписао таленте као што је нападач Боби Замора. 100.000 фунти потрошено на Замору је био једини трошак за трансфер који је Адамс направио у изградњи свог тима.
У својој другој сезони као тренер, 2000–01, Адамс је водио Брајтон до промоције као шампиона треће дивизије након што је клуб провео пет сезона у најнижој дивизији лиге. Касна потера за титулом показала се непотребном,  пошто је првопласираном Честерфилду одузето девет поена због финансијских неправилности , што је Брајтону оставило десет поена вишка на крају сезоне. По други пут је именован за тренера сезоне треће дивизије, а такође је добио награду за тренера месеца треће дивизије у септембру 2000.
Адамс је био јасан у вези са својим амбицијама да руководи на вишем нивоу, наводећи своје разочарање што му нису понуђене руководеће позиције ни у Саутемптону ни у Вест Хем јунајтеду у лето 2001.  Када је напустио „Галебове“ у октобру 2001. до тада је већ поставио темеље за Брајтон да постигне другу узастопну промоцију као шампион друге дивизије у сезони 2001–02. Током лета је довео играче као што су Симон Морган, Џеф Пичер, Роби Печик и Дирк Леман, да би Брајтону дао јачину.

### Лестер Сити
У октобру 2001. Адамс је напустио Брајтон да би постао помоћни тренер Дејву Басету у Лестер Ситију.  Питер Тејлор, бивши тренер Лестера, позван је да заврши сезону у Брајтону. Адамс је изабрао овај потез у покушају да се приближи свом сну о управљању клубом из Премијер лиге.  Схватио је да ће се Басет преселити на крају сезоне, остављајући Адамсу слободу да преузме тренерски посао за 2002-03.
Адамс је провео шест месеци радећи под Басетом, а за то време Лестер је био на дну табеле Премијер лиге. У марту 2002. тражио је руководећу позицију за следећу сезону, иако се касније извинио за своје коментаре и инсистирао да је срећан што ради под Басетом,  и није пожалио што је напустио Брајтон.  Следећег месеца, непосредно пре него што је потврђено испадање,  Адамс је унапређен на место главног тренера, док је Басет постао директор фудбала.  Адамс је рекао: „Не очекујем да ћу направити чудо, још увек радим са истом групом играча“.

У јулу 2002. именовао је Алана Корка за свог помоћника.  Изгубивши само једну од првих једанаест утакмица, његова екипа је одлично почела сезону, и због тога је Адамс награђен наградом за тренера месеца за септембар 2002.  Упркос томе што је Лестер ушао у стечај са дуговима од 30 милиона фунти и пошто им је забрањен приступ тржишту трансфера док се преузимање не заврши,  Адамс је успео да их одведе до промоције назад у Премијер лигу из првог покушаја—завршили су сезону 2002–03 као другопласирани у првој дивизији иза шампиона Портсмута. На крају сезоне потписао је нови трогодишњи уговор. 
"Веома поштујем Микија Адамса, који се доказао на свим нивоима. Ушао је у клубове са мало или нимало новца за трошење и показао да се не плаши да преузме тешке послове. Желим му срећу у будућности, јер је један од најсјајнијих младих тренера у овом спорту." —  Кевин Киген у новембру 2003.
Био је задужен за прву утакмицу у сезони на Кинг Пауер стадиону.  Упркос добром почетку сезоне,  клуб је у новој години пао у зону испадања.  Адамс је очигледно био огорчен због дугорочних уговора које су претходни тренери поделили мање талентованим играчима, што је ограничавало његову могућност да доведе нова лица како би појачао тим.  Лестер се поново вратио назад у прву дивизију у сезони 2003–04. освојивши 18. место, заједно са друге две екипе које су испале — Лидс Јунајтед и Вулверхемптон Вондерерс — чија је гол-разлика била инфериорна у односу на Лестерову. "Лисице" су постајале "нестабилан клуб" и Адамс је за ово окривио недостатак инвестиција.  Током марта 2004. девет играча Лестера је ухапшено због разних прекршаја везаних за излет у пијаном стању који се завршио наводним сексуалним нападом на три немачка туриста,  при чему су три играча оптужена: Пол Диков, Френк Синклер и Кит Гилеспи.  Њих тројица су се суочили са четрнаест година затвора ако буду проглашени кривима за силовање, а кауција за тројицу износила је 196.500 фунти.  Клуб је већ годинама био потресен разним инцидентима на прекоокеанским припремама, са Стеном Колимором који је ухапшен због активирања апарата за гашење пожара 2000. и Денис Вајза који је сломио вилицу Калума Дејвидсона због карташке игре 2002. Адамс је раније покренуо реконструкцију клупске дисциплине, до те мере да је спровео насумичне тестове алкотестом. Адамс је рекао да су "у очима многих људи, играчи криви пре него што су имали правично суђење - што није случај".  Инцидент је такође довео у питање Адамсову будућност у клубу,  пошто су се појавили извештаји да је планирао да напусти клуб.  Он је заправо понудио оставку, коју је клуб одбио.  Међутим, задржао је веру у невиност својих играча, и тврдио „ако су за било шта криви, то је то што су били непрофесионални – не због тога што су били претерано пијани“.  Његова вера је касније потврђена када се показало да су све оптужбе против играча лажне. Клуб је изгубио свог играча Музија Изета у лето 2004.  Адамс је раније изразио забринутост да неће моћи да поврате свој статус у највиши ранг пре него што је дао оставку на место тренера Лестера у октобру 2004,  након лошег почетка сезоне с чиме је разбио наде клуба о тренутном повратку у Премијер лигу. 
„Ово је веома тужан дан за фудбалски клуб Лестер Сити. Сви повезани са клубом су желели да Мики остане и дали смо све од себе да га убедимо да промени мишљење. - Извршни директор Лестер Ситија Тим Дејвис о најави Адамсовог одласка. 

### Ковентри Сити
У јануару 2005. Адамс се вратио у управу у Чемпионшип са Ковентри Ситијем, клубом у којем је био током своје играчке каријере.  Адамс је успео да спаси клуб од испадања до краја сезоне, освојивши притом награду за најбољег тренера шампионата за април.
Неки су од њега очекивали да се суочи са изазовом за промоцију у Премијер лигу у сезони 2005–06, што је била прва сезона клуба у новој Рико арени. Тим је почео лоше, али је напредовао у другој половини сезоне што је проузроковало побољшање на табели, а Адамс је потписао уговор са Денисом Вајзом.  Међутим, упркос одличној домаћој форми, довео је Ковентри само до 8. места, пропуштајући место у плеј-офу за само два места у лиги.
Потрошио је 300.000 фунти на везног играча Криса Бирчала за почетак сезоне 2006–07.  Његов тим је добро почео, међутим средином сезоне, након низа од пет утакмица без пораза, Ковентри је изненада и неочекивано имао лошу форму. Пораз од 5-0 од Вест Бромвич Албиона започео је низ од осам утакмица без победе, укључујући шест пораза. Ово је кулминирало домаћим поразом од Бристол Ситија од 2-0 у ФА купу, утакмици која је такође забележила рекордно ниску посећеност на Рико арени. Дана 17. јануара 2007, дан након пораза у купу, клуб се разишао са Адамсом, а Ковентри је заузео 16. место у Чемпионшипу. Адамс је изјавио да намерава да се врати тренерском послу што је пре могуће.  Он је признао да је продаја Герија Мекшефрија Бирмингем Ситију била прекретница у клупској сезони, али је такође рекао да „искрено верује да је могао да преокрене” и да је „дао све од себе и то је све што је могао урадити."
„Посвећени смо нашој трогодишњој потрази да Ковентри Сити вратимо у Премијер лигу и верујемо да ће понекад бити потребно донети тешке одлуке као што је ова да бисмо испунили тај циљ. - Изјава Ковентри Ситија након Адамсове смене.

### Колчестер и повратак у Брајтон
У јулу 2007. Колчестер јунајтед је именовао Адамса за помоћника главног тренера Геранта Вилијамса, заменивши Мика Харфорда који је отишао претходног месеца.  Адамс је напустио ову позицију у јануару 2008, наводећи да жели да се врати у менаџмент.
У мају 2008. Адамс се вратио на чело Брајтон & Хоув Албиона,  заменивши Дина Вилкинса. Довео је интернационалца Велса Робија Севиџа и будућег везисту Премијер лиге Бредлија Џонсона на позајмице.  Дана 2. фебруара 2009. потрошио је 150.000 фунти на дефанзивца Џимија МекНалтија и потписао уговор са нападачем Крегом Дејвисом за неоткривену накнаду;  међутим 19 дана касније Адамс је напустио клуб „обостраним пристанком“, (иако је изјавио да жели да остане) због лоших тимских перформанси. Касније је признао да је била грешка што се вратио у Брајтон и да је уместо тога требало да потражи нову прилику негде другде.

### Порт Вејл
Адамс је најављен као тренер Порт Вејла у јуну 2009,  пошто је касно поднео захтев за место које је напустио Дин Гловер. Међутим, „правне компликације“ значиле су да ће потписати уговор тек скоро два месеца касније.  Председник Бил Брат је изјавио да би Адамсов први циљ био да стабилизује клуб,  након што је клуб пао из друге дивизије на дно Енглеске фудбалске лиге у року од десет година. Своје прво потписивање играча као тренер је потписао 15. јуна, доводећи 21-годишњег везисту Томија Фрејзера, који је играо за Адамса у Брајтону. Након што је потврдио потпис Адама Јејтса, који је био повезан са клубом пре његовог доласка, Адамс је потписао Дага Лофта, који је такође играо у Брајтону док је Адамс био тренер у клубу.  Дана 21. јула, Адамс је именовао ветерана нападача Џефа Хорсфилда за играча-помоћника тренера.
Он је предводио Вејл до победе над тимовима из Чемпионшипа Шефилд Јунајтед и Шефилд Венздеј у уводном колу Лига купа. Међутим, након три пораза у седам дана, Адамс је одлучио да стави цео свој тим на трансфер листу, рекавши о учинку свог тима: „Изгледали смо као жена која је имала велику бунду, али испод ње нема гаћице на себи."  Био је то контроверзан потез, који је поделио мишљења међу аналитичарима и навијачима,  који је такође скренуо пажњу на клуб из четврте дивизије. Касније је признао да је само играо „психолошку игру са њима... [и] мислим да нису пали на то – мислим да нико није пао на то”.  Три победе – укључујући победу Лиге Трофеја над тимом из прве дивизије Стокпорт Каунти и победу у лиги над локалним ривалом Кру Александром – и три ремија у року од четири недеље довели су до тога да је Адамс номинован за награду за тренера месеца друге дивизије за октобар 2009.  У прелазном року у јануару 2010. потписао је за стално крило Луиса Халдејна, а на позајмицама узео крила Шона Рига и нападача Крега Дејвиса. Адамсови играчи су ушли у плеј-оф по први пут у сезони на само две утакмице до краја, након победе од 2-1 над шампионом Нотс Каунти.  Ипак, са само једним бодом из последње две утакмице, Порт Вејл је завршио сезону на 10. месту.
У припремама за сезону 2010–11, Адамс је пустио девет играча и потписао је са Шоном Ригом,  Стјуартом Томлинсоном,  Џастином Ричардсом,  Ричијем Сатоном и Гери Робертсом.  Сезона је почела слично као и претходна, победом од 3-1 над тимом Чемпионшипа Квинс Парк Рејнџерса у првом колу Лига купа, док је нови играч Ричардс постигао два гола.  Због пет победа у септембру Адамс је добио награду за тренера месеца друге дивизије,  његов тим се такође похвалио пет утакмица без примљеног гола. Такође му је уручена награда за новембар, након што се његов тим пласирао у треће коло ФА купа и попео се на врх табеле друге дивизије након пет победа у седам утакмица. Одлазећи у свој дечачки клуб крајем децембра 2010, напустио је клуб на другој позицији у другој дивизији.

### Шефилд јунајтед
У децембру 2010, након што је Гари Спид напустио посао тренера Шефилд јунајтеда како би преузео позицију селектора Велса, Адамс је био једно од неколицине имена повезаних са упражњеном позицијом у његовом дечачком клубу Шефилд јунајтед. На Бадње вече, председник Порт Вејла Бил Брат је објавио да је „невољно“ дао Адамсу дозволу да разговара са Шефилд јунајтедом.  Шест дана касније објављено је да ће он преузети ту позицију,  и најавио је да ће његова три циља као тренера бити да прво избегне испадање, да се потом избори за пролазак у виши ранг и на крају „да развије структуру која ће изградити репутацију домаћег талента на који навијачи могу бити поносни у свом тиму“. Бивши играч Јунајтеда Алан Корк је постављен за његовог помоћника,  Корк је радио као Адамсов помоћник у Фуламу, Свонзију, Лестеру и Ковентрију. Четврти тренер у клубу те сезоне, довео је Дејва Басета као консултанта након што је сматрао да је управљање клубом већи задатак него што је раније претпостављао.  
Као што је Адамс објаснио: „Када сте менаџер у Порт Вејлу вероватно добијате три позива дневно, а један од њих је од жене која ме пита у које време долазим кући на чај.“  Период његовог меденог месеца је брзо нестао, пошто Јунајтед није успео да победи у својих првих једанаест утакмица (четири ремија и седам пораза) и пао је на 23. место након што је пропустио предност од два гола и изгубио 3–2 од колега који се боре за испадање Скантхорп Јунајтеда.  Адамс је рекао новинарима да су „фанови певали 'ти ниси способан да носиш мајицу', не могу да се не сложим са њима. То је разочаравајући резултат какав сам икада имао у својој каријери.”  Требало је три месеца пре него што је остварио своју прву победу. Победа је дошла 8. марта 2011 (његова четрнаеста утакмица), пошто је његова екипа дошла с леђа и победила Нотингем Форест са 2–1.  Шефилд јунајтед је испао у Лигу један на крају сезоне, са шест бодова мање од сигурности. Адамс и Јунајтед су се растали након састанка са власником Кевином Мекејбом. Мекејб је изјавио да жели да започне "чисто чишћење на врху и да почне изнова"; док је Адамс рекао да је "веома, веома разочаран одлуком. Ја сам Блејд и увек ћу бити Блејд."

### Повратак у Порт Вејл
Након што је изгубио посао у Шефилд јунајтеду, одмах му је понуђен трогодишњи уговор у бившем клубу Порт Вејл.  Уговор је потписао после неколико дана, рекавши да је време да „завршим посао који сам започео“.  Након што је чуо вести, дефанзивац Герет Овен је поништио своју одлуку да напусти клуб и одмах потписао двогодишњи уговор као играч-тренер.  У шокантном потезу Адамс је најавио да намерава да преузме директорску функцију у клубу пошто је клупски устав предвиђао да су потребна најмање четири директора пре него што се било који фудбалски уговор потпише.  Његови први потписи у сезони били су бивши чланови Академије Глен Ходл, Рајан Берџ и Бен Вилијамсон.  После тога је потписао уговор са Геријем Робертсом на још једну годину и потписао је центархалфа Волсола Клејтона Макдоналда, левог бека Мајка Грина и тинејџере Шефилд јунајтеда Кингслија Џејмса и Фила Роа.  Неколико дана пре почетка сезоне пустио је Џастина Ричардса да оде са бесплатним трансфером у Бартон Албион и заменио га је нападачем Ротерхем Јунајтеда Томом Поупом, што је такође био бесплатан трансфер. Након што је његов тим започео кампању са преобиљем голова – постигнутих и примљених – Адамс је одлучио да својим играчима да „ветар у леђа“ потписујући искусне дефанзивце Лиама Чилверса (на позајмици) и Роба Козлука.  Напустио је место директора 5. новембра, на дан своје јубиларне стоте утакмице на челу Порт Вејла,  након што је бивши директор Стен Мај повукао спонзорство од 50.000 фунти које је уплаћивао како би Адамс могао да остане у управном одбору.
Његов тим је испао из три куп такмичења у првом колу у сезони 2011–12, а након што је изгубио од нелигашког Гримсбија Тауна у ФА купу у низу од пет утакмица без победе – што је укључивало 388 минута без постигнутог гола – потписао је Гуи Мађоа, Џенисон Мири-Вилијамса и Шејна О’Конора (сву тројицу на позајмици).  Показало се да су ово била веома добра потписивања, пошто су са Мађовим хет-триком тројица играча постигли укупно пет голова у прве три утакмице. Међутим, у децембру је признао да су клупски проблеми ван терена изазивали забринутост за њега и да га је та забринутост „држала у недоумици“. Номинован је за тренера месеца децембра после три победе у четири децембарске утакмице,  Адамс је открио да због несигурног финансијског положаја клуба није био у могућности да потпише ниједног новог играча или чак задржи своје позајмљене играче у јануарском прелазном року – упркос председавајући му је претходно рекао да састави листу пожељних играча.  Ипак је успео да потпише Криса Шукера и Пола Маршала под условима који нису уговорни.  Такође би потписао са Крисом Бирчалом, међутим пре него што је договор финализован, Фудбалска лига је ставила клуб под ембарго на трансфере након што је рачун за порез остао неплаћен.  Клуб није био у могућности да исплати плату играчима у фебруару. Клуб је ушао у стечај 9. марта, окончавши оно што је био истински покушај за напредовањем; разговори између администратора и Адамса нису деловали конструктивно, пошто је Адамс рекао новинарима да "ослушкује савете правних лица". Међутим, он је остао на месту тренера и довео тим до 12. места; тим би био само 3 бода од плеј-офа да клуб није ушао у стечај. У мају је повезиван са упражњеним руководећим положајем у Гилингхаму, а његово пријатељство са председником Полом Скалијем је у медијским извештајима наведено као нешто огромно и што иде у његову корист.
Пошто клуб још увек није могао да потпише нове играче због стечаја у мају 2012, Адамс је понудио уговоре за 16 играча за сезону 2012–13.  Међутим, изгубио је четворицу својих најбољих играча у саставу Ли Колинса, Ентонија Грифита, Шона Рига и капитена и најбољег стрелца Марка Ричардса ; сви су потписали уговоре са великим новцем на другим местима, остављајући Адамсу потребу да поново изгради тим од нуле.  Успео је да потпише уговор са Дареном Марфијем и крилним играчом Џенисон Мири-Вилијамсом из Стивениџа, нападачем Колчестер јунајтеда Ешлијем Винсентом, голманом Шрусбери Тауна Крисом Нилом, централним беком Кру Александром Дејвидом Артелом и бившим интернационалцем Велса Ричардом Дафијем.  Проглашен је за тренера месеца у септембру 2012, након што је његова екипа победила Транмер Роверсе у Лига Трофеју и освојила 13 од могућих 18 бодова у лиги како би клуб који је погођен финансијским потешкоћама одвео на друго место у лиги.  Нови власници су скинули клуб из стечаја и дозволили Адамсу да појача свој тим у јануару потписивањем четири искусна играча: нападача Лија Хјуза, везног играча Криса Бирчала и централног бека Дарена Перса.  Остали потписи укључују левог бека Данијела Џонса, централном бека Лијама Чилверса, нападача Калвина Ендруа и везисте Шона Макалистера.  Међутим, тим је доживео пет пораза у седам утакмица, а Адамс је тврдио да га „идиоти” у „одређеном делу публике” „лично” злостављају након низа лоших резултата и његове одлуке да одустане од фаворита навијача Рајана Бурџа из дисциплинских разлога.  Порт Вејл је успео да уздигне форму и обезбеди аутоматску промоцију у бољу дивизију, тиме што су постигли највише голова у дивизији док су крила Џенисон Мири-Вилијамс и Ешли Винсент константно упошљавали нападача Тома Поу током целе сезоне.
У припремама за прву дивизију, Адамс је потписао крилног играча Каида Мохамеда као замену за Ешли Винсента.  Такође је потписао уговор са дефанзивцима Крис Робертсоном и Карлом Дикинсом, везним играчима Крисом Лајнсом и Ентонијем Грифитом као и нападачем Гевином Томлином.  Дана 22. септембра, Роб Пејџ је привремено задужен за послове првог тима у Вејл Парку након што је Адамс донео одлуку да узме слободно време ради операције замене кука. Клуб је претерао у трошењу новца, што је значило да је Адамс, пошто је у јануару тим био ван плеј-офа, могао да потпише само углавном неокушане младе играче на позајмице, док је пуштао боље плаћене играче било на бесплатне трансфере или на позајмицу. Њихов напад на промоцију у дивизији је пропао, али су сезону завршили на деветом месту – далеко премашивши њихов првобитни циљ да избегну испадање. За то време Адамс је морао да се бави питањима као што је отпуштање дефанзивца Данијела Џонса због физичког напада на капитена Дага Лофта током тренинга,  и морао је да се носи месецима са нагађањима о сопственој будућности након што је председавајући Норман Смуртвејт чекао до маја пре него што му је понудио нови једногодишњи уговор.  Следећег месеца је потписао нови уговор.
Након што је једанаест играча напустило клуб 2014, Адамс је обновио тим за сезону 2014–15. потписавши Колина Данијела, репрезентативце Северне Ирске Рајана Мекгајверна и Мајкла О’Конора, крилног играча Марка Маршала, нападача Кру Александра Бајрона Мура, ветерана везног играча Мајкла Брауна и везисту Стива Џенингса, а такође су узели три играча на позајмице, швајцарског бека Фредерика Веселија, нападача Џордана Слуа и француског играча Ахила Кампиона.  Пораз од локалног ривала Кру Александра означио је пети узастопни пораз клуба, а после утакмице Адамс је прихватио да ће његова позиција бити угрожена ако се резултати брзо не преокрену.  Након шест узастопних пораза, Адамс је дао оставку на место тренера 18. септембра након дугих разговора са председником.  Клуб је претрпео испадање након његовог одласка, што је навело Адамса да 2018. каже: „Тужан сам што видим Порт Вејл тамо где су. Неколико ствари желим да кажем о Порт Вејлу: Прво, за играче - оживите се, а друго Норману Смуртвејту, продај клуб за име бога."

### Транмир Роверс
У октобру 2014, Адамс је постављен за тренера Транмир Роверса, који је у то време био на дну фудбалске лиге.  Након што је био део сјајних резултата који су довели до тога да се клуб померио за осам бодова изнад Хартлпул јунајтеда на последњем месту у дивизији, он је номинован за награду за најбољег тренера у другој дивизији у децембру, а судије су рекле да је он „уградио мирно уверење у Прентон Парк који је подједнако освојио играче, навијаче и директоре клуба“. У јануарском прелазном року потписао је уговор са бројним играчима који су играли за њега у Порт Вејлу, укључујући Џенисона Мири-Вилијамса (на позајмици), Стива Џенингса, Роба Тејлора и Ли Молинеа; ови играчи су се придружили Крису Шукеру, којег је Адамс потписао у октобру да ради као играч-тренер (Гуи Мађо је такође кратко боравио у клубу током Божићних празника).  Напустио је своју позицију тренера Транмир Роверса уз обострану сагласност 19. априла, а клуб је и даље био на дну фудбалске лиге са две утакмице до краја сезоне 2014–15.

### Слајго Роверс
Адамс је 4. августа 2015. именован је за тренера Сјалго роверса, тима из ирске Премијер лиге, преузимајући дужност од привремених менаџера Џозефа Н'Доа и Гевина Дајкса; он је био задужен да задржи екипу у Премијер дивизији и да добро одигра у купу.  Пошто је постигао свој циљ да спаси клуб од испадања, одлучио је да напусти клуб на крају сезоне и врати се у Енглеску да би био са својом породицом.
Након повратка у Енглеску, основао је сопствени консултантски бизнис у фудбалу, што га је довело до тога да је држао предавања на курсу за професионалну лиценцу фудбалског савеза Велса и био ментор омладинском тиму у Киргистану.  У јуну 2017. почео је да тренира млађе од 18 година у Харбороу Тауну, клубу из Лиге Уједињених округа Енглеске који се налази близу његовог дома у Лестерширу.

## Начин тренирања
Адамс је виђен као тренер „старе школе” због његовог нагласка на кондицији – са посебно исцрпљујућим кондиционим тренинзима пред почетак сезоне – и директне тактике, очекујући да његови играчи надмаше и надтрче противника.

## Приватни живот
Мајка му је била куварица, а отац је био радник у челичани; одрастао је са две сестре и једним братом; његов брат болује од церебралне парализе.
Из првог брака има три ћерке; брак се распао током његовог боравка у Фуламу, делом због количине времена које је улагао у своју фудбалску каријеру. Касније је оженио Клер, са којом је добио сина Мичела, рођеног 2001. и ћерку Медисон, рођену 2004. Са задњим информацијама које потичу из 2016, Адамс са породицом живи у Маркет Харбороу још од његовог времена као тренер Лестера.
Објавио је своју аутобиографију Мики Адамс – Мој живот у фудбалу у септембру 2017.

## Статистика каријере

### Клубови
| Клуб                   | Сезона            | Лига              | Лига  | Лига | ФА Куп | ФА Куп | Лига Куп | Лига Куп | Остало[A] | Остало[A] | Укупно | Укупно |
| Клуб                   | Сезона            | Лига              | Наст. | Гол. | Наст.  | Гол.   | Наст.    | Гол.     | Наст.     | Гол.      | Наст.  | Гол.   |
| ---------------------- | ----------------- | ----------------- | ----- | ---- | ------ | ------ | -------- | -------- | --------- | --------- | ------ | ------ |
| Гилингхам              | 1979–80           | Трећа дивизија    | 4     | 0    | 0      | 0      | 0        | 0        | 0         | 0         | 4      | 0      |
| Гилингхам              | 1980–81           | Трећа дивизија    | 13    | 0    | 0      | 0      | 1        | 0        | 0         | 0         | 14     | 0      |
| Гилингхам              | 1981–82           | Трећа дивизија    | 31    | 2    | 3      | 0      | 0        | 0        | 1         | 0         | 35     | 2      |
| Гилингхам              | 1982–83           | Трећа дивизија    | 44    | 3    | 3      | 0      | 4        | 0        | 0         | 0         | 51     | 3      |
| Гилингхам              | Укупно            | Укупно            | 92    | 5    | 6      | 0      | 5        | 0        | 1         | 0         | 104    | 5      |
| Ковентри Сити          | 1983–84           | Прва дивизија     | 17    | 1    | 4      | 0      | 0        | 0        | 0         | 0         | 21     | 1      |
| Ковентри Сити          | 1984–85           | Прва дивизија     | 31    | 3    | 2      | 0      | 2        | 0        | 0         | 0         | 35     | 3      |
| Ковентри Сити          | 1985–86           | Прва дивизија     | 31    | 3    | 1      | 0      | 3        | 0        | 2         | 0         | 37     | 3      |
| Ковентри Сити          | 1986–87           | Прва дивизија     | 11    | 2    | 0      | 0      | 4        | 1        | 0         | 0         | 15     | 3      |
| Ковентри Сити          | Укупно            | Укупно            | 90    | 9    | 7      | 0      | 9        | 1        | 2         | 0         | 108    | 10     |
| Лидс јунајтед          | 1986–87           | Друга дивизија    | 17    | 1    | 4      | 1      | 0        | 0        | 5         | 0         | 26     | 1      |
| Лидс јунајтед          | 1987–88           | Друга дивизија    | 40    | 0    | 1      | 0      | 3        | 0        | 1         | 0         | 45     | 0      |
| Лидс јунајтед          | 1988–89           | Друга дивизија    | 16    | 1    | 1      | 0      | 1        | 0        | 0         | 0         | 18     | 1      |
| Лидс јунајтед          | Укупно            | Укупно            | 73    | 2    | 6      | 1      | 4        | 0        | 6         | 0         | 89     | 2      |
| Саутемптон             | 1988–89           | Прва дивизија     | 8     | 0    | 0      | 0      | 0        | 0        | 0         | 0         | 8      | 0      |
| Саутемптон             | 1989–90           | Прва дивизија     | 15    | 0    | 0      | 0      | 1        | 0        | 0         | 0         | 16     | 0      |
| Саутемптон             | 1990–91           | Прва дивизија     | 30    | 0    | 2      | 0      | 5        | 0        | 1         | 0         | 38     | 0      |
| Саутемптон             | 1991–92           | Прва дивизија     | 34    | 3    | 4      | 0      | 6        | 0        | 5         | 0         | 49     | 3      |
| Саутемптон             | 1992–93           | Премијер лига     | 38    | 4    | 1      | 0      | 3        | 0        | 0         | 0         | 42     | 4      |
| Саутемптон             | 1993–94           | Премијер лига     | 19    | 0    | 1      | 0      | 1        | 0        | 0         | 0         | 21     | 0      |
| Саутемптон             | Укупно            | Укупно            | 144   | 7    | 8      | 0      | 16       | 0        | 6         | 0         | 174    | 7      |
| Стоук Сити (позајмица) | 1993–94           | Прва дивизија     | 10    | 3    | 0      | 0      | 0        | 0        | 0         | 0         | 10     | 3      |
| Фулам                  | 1994–95           | Трећа дивизија    | 21    | 7    | 2      | 4      | 1        | 0        | 2         | 1         | 26     | 12     |
| Фулам                  | 1995–96           | Трећа дивизија    | 5     | 2    | 0      | 0      | 2        | 0        | 0         | 0         | 7      | 2      |
| Фулам                  | 1996–97           | Трећа дивизија    | 3     | 0    | 0      | 0      | 1        | 0        | 1         | 0         | 5      | 0      |
| Фулам                  | Укупно            | Укупно            | 29    | 8    | 2      | 4      | 4        | 0        | 3         | 1         | 38     | 14     |
| Брентфорд              | 1997–98           | Друга дивизија    | 0     | 0    | 0      | 0      | —        | —        | 1         | 0         | 1      | 0      |
| Укупно у каријери      | Укупно у каријери | Укупно у каријери | 438   | 34   | 29     | 5      | 38       | 1        | 19        | 1         | 524    | 41     |

A. ^ Колона „Остало“ представља наступе и голове у Групном купу, Трофеју Лиге, плеј-офу и Купу пуноправних чланова.

### Тренерска статистика
| Клуб                  | Од                 | До                  | Статистика | Статистика | Статистика | Статистика |       |
| Клуб                  | Од                 | До                  | У          | Поб.       | Нер.       | Пор.       |       |
| --------------------- | ------------------ | ------------------- | ---------- | ---------- | ---------- | ---------- | ----- |
| Фулам                 | 1. август 1996.    | 25. септембар 1997. | 63         | 30         | 16         | 17         | 047,6 |
| Свонзи Сити           | 9. октобар 1997.   | 22. октобар 1997.   | 3          | 0          | 0          | 3          | 000,0 |
| Брентфорд             | 5. новембар 1997.  | 1. јул 1998.        | 33         | 7          | 15         | 11         | 021,2 |
| Нотингем Форест       | 5. јануар 1999.    | 11. јануар 1999.    | 1          | 0          | 0          | 1          | 000,0 |
| Брајтон и Хоув албион | 12. април 1999.    | 10. октобар 2001.   | 125        | 57         | 34         | 34         | 045,6 |
| Лестер Сити           | 7. април 2002.     | 11. октобар 2004.   | 110        | 41         | 37         | 32         | 037,3 |
| Coventry City         | 23. јануар 2005.   | 17. јануар 2007.    | 99         | 33         | 26         | 40         | 033,3 |
| Брајтон и Хоув албион | 8. мај 2008.       | 21. фебруар 2009.   | 41         | 10         | 16         | 15         | 024,4 |
| Порт Вејл             | 5. јун 2009.       | 30. децембар 2010.  | 81         | 35         | 27         | 19         | 043,2 |
| Шефилд јунајтед       | 30. децембар 2010. | 10. мај 2011.       | 24         | 4          | 5          | 15         | 016,7 |
| Порт Вејл             | 13. мај 2011.      | 18. септембар 2014. | 166        | 67         | 37         | 62         | 040,4 |
| Транмир Роверс        | 16. октобар 2014.  | 19. април 2015.     | 37         | 10         | 11         | 16         | 027,0 |
| Слајго роверси        | 4. август 2015.    | 2. новембар 2015.   | 13         | 5          | 3          | 5          | 038,5 |
| Укупно                | Укупно             | Укупно              | 796        | 299        | 227        | 270        | 037,6 |

## Трофеји

### Као играч
- Трећа дивизија (тим године): 1982–83[8]

### Као тренер

#### Трофеји
Фулам
- Трећа дивизија (Најбољи тренер сезоне): 1996–97[25]

Брентфорд
- Друга дивизија (Најбољи тренер месеца): март 1998.[34]

Брајтон и Хаув албион
- Трећа дивизија (Најбољи тренер месеца): септембар 2000.
- Трећа дивизија (Најбољи тренер сезоне): 2000–01.
- Друга дивизија (Најбољи тренер месеца): септембар 2001.[52]

Лестер Сити
- Прва дивизија (Најбољи тренер месеца): септембар 2002.[74]

Ковентри Сити
- Чемпионшип (Најбољи тренер месеца): април 2005.[101]

Порт Вејл
- Две титуле тренера месеца: септембар 2010, новембар 2010. и септембар 2012.[109][111][140]

#### Промоције
- 1996–97: Трећа дивизија - друго место (промоција у другу дивизију) – Фулам
- 2000–01: Трећа дивизија - шампион (промоција у другу дивизију) – Брајтон и Хоув албион[39]
- 2002–03: Прва дивизија - друго место (промоција у Премијер лигу) – Лестер Сити[45]
- 2012–13: Друга лига - треће место (промоција у прву лигу) – Порт Вејл[144]